# Bathygobius ostreicola
Bathygobius ostreicola is een  straalvinnige vissensoort uit de familie van grondels (Gobiidae). De wetenschappelijke naam van de soort is voor het eerst geldig gepubliceerd in 1916 door Chaudhuri.
De soort staat op de Rode Lijst van de IUCN als Onzeker, beoordelingsjaar 2007.